# Beregazzo con Figliaro
Beregazzo con Figliaro är en kommun i provinsen Como i regionen Lombardiet i Italien. Kommunen hade 2 767 invånare (2018).